# HD 168746
Alasia eller HD 168746 är en ensam stjärna belägen i den mellersta delen av stjärnbilden Ormen. Den har en skenbar magnitud av ca 7,95 och kräver åtminstone en stark handkikare eller ett mindre teleskop för att kunna observeras. Baserat på parallax enligt Gaia Data Release 2 på ca 24,0 mas, beräknas den befinna sig på ett avstånd på ca 136 ljusår (ca 42 parsek) från solen. Den rör sig närmare solen med en heliocentrisk radialhastighet på ca -26 km/s.

## Nomenklatur
HD 168746 fick på förslag av Cypern, namnen Alasia i NameExoWorlds-kampanjen som 2019 anordnades av International Astronomical Union. Alasia, ett gammalt namn för Cypern. Samtidigt fick följeslagaren, HD 168746 b, formellt namnet Onasilos,  efter en forntida cypriotisk läkare som identifierades i Idalionskriften, ett av de äldsta kända juridiska avtalen.

## Egenskaper
Primärstjärnan HD 168746 är en solliknande, gul till vit stjärna i huvudserien av spektralklass G5 V. Den har en massa som är ca 0,9 solmassor, en radie som är ca 1,1 solradier och har ca 1,1 gånger solens utstrålning av energi från dess fotosfär vid en effektiv temperatur av ca 5 600 K.

## Planetsystem
Planeten HD 168746 b upptäcktes 2000 av exoplanetgruppen vid Genèves observatorium med hjälp av metoden för mätning av radiell hastighet med CORALIE-spektrografen på det schweiziska 1,2-meter Leonard Euler-teleskopet. Vid den tiden var den en av de första planeterna som hade upptäckts vid en stjärna med så liten massa.
| Planet | Massa    | Halv storaxel (AE) | Siderisk omloppstid (d) | Excentricitet | Inklination | Radie |
| ------ | -------- | ------------------ | ----------------------- | ------------- | ----------- | ----- |
| b      | >0,23 MJ | 0,065              | 6,403 ± 0,001           | 0,081 ± 0,029 | -           | -     |